# Rayleigh-spredning
Rayleigh-spredning, opkaldt efter Baron Rayleigh, er den form for spredning af lys som skabes af partikler der er mindre end lysets bølgelængde: Sådanne partikler spreder blåt og violet lys mere end rødt og gult, fordi blåt lys har kortere bølgelængde end rødt lys. Virkningen kan ses i gennemsigtige faste og flydende stoffer, men er mest udtalt i gasser.

## Himlens farver
Luftmolekylerne i Jordens atmosfære er mindre end bølgelængderne i det synlige lys der kommer fra Solen, så derfor spredes det blå lys mest i vores atmosfære, og giver dermed himmelen den velkendte blå farve. Det betyder samtidig, at det blå lys der er blevet spredt i atmosfæren, nu mangler blandt de solstråler der tager "den lige vej" til en observatør. Det ses tydeligt på det røde, orange og gule skær ved solopgang og solnedgang, hvor solstrålerne passerer mange flere lys-spredende luftmolekyler end midt på dagen.
Skyer består af kondenserede dråber af vand, og disse dråber er meget større end lysbølgernes længder: De spreder lys med alle bølgelængder lige meget, så skyerne synes at have samme hvide farve som det lys der falder på dem.

## Rayleighs lov
Der gælder en matematisk ligning, kaldet Rayleighs lov, for beregning af spredningskoefficienten {\displaystyle k_{s}}:
{\displaystyle k_{s}={\frac {2\pi ^{5}}{3}}n\left({\frac {m^{2}-1}{m^{2}+2}}\right)^{2}{\frac {d^{6}}{\lambda ^{4}}}}
- {\displaystyle n} er antallet af lys-spredende partikler
- {\displaystyle d} er partiklernes diameter ("størrelse")
- {\displaystyle m} er brydningsindekset
- {\displaystyle \lambda } er lysets bølgelængde

Bølgelængden {\displaystyle \lambda } står i fjerde potens, og det betyder at spredningskoefficienten afhænger stærkt af bølgelængden: En lille forskel i lysets bølgelængde gør en stor forskel på hvor meget lyset spredes.